# Malves-en-Minervois
 Malves-en-Minervois  es una población y comuna francesa, en la región de Languedoc-Rosellón, departamento de Aude, en el distrito de Carcasona y cantón de Conques-sur-Orbiel.

## Demografía
| 277 | 295 | 322 | 536 | 708 | 755 |
| Para los censos de 1962 a 1999 la población legal corresponde a la población sin duplicidades (Fuente: INSEE [Consultar]) |     |     |     |     |     |